# أنطونيو غارسيا روبليدو
أنطونيو غارسيا روبليدو (بالإسبانية: Antonio García Robledo) مواليد 6 مارس 1984 في لا ياغوستا، إسبانيا، هو لاعب كرة يد إسباني يلعب كظهير أيسر. يلعب حاليا مع نادي كولدينغ كوبنهاغن لكرة اليد ويحمل الرقم 9. مثل منتخب إسبانيا لكرة اليد. حقق المركز الثالث في بطولة أوروبا لكرة اليد للرجال 2014.

## سجل المنافسة
شارك في البطولات التالية:
- بطولة العالم لكرة اليد للرجال 2013
- بطولة العالم لكرة اليد للرجال 2015
- بطولة أوروبا لكرة اليد للرجال 2014
- بطولة أوروبا لكرة اليد للرجال 2016

## الميداليات
| الميدالية | المسابقة                           |
| --------- | ---------------------------------- |
| برونزية   | بطولة أوروبا لكرة اليد للرجال 2014 |

## روابط خارجية
- أنطونيو غارسيا روبليدو على موقع الاتحاد الدولي لكرة اليد (الإنجليزية)
- أنطونيو غارسيا روبليدو على موقع الاتحاد الأوروبي لكرة اليد (الإنجليزية)
- أنطونيو غارسيا روبليدو على موقع الاتحاد الفرنسي لكرة اليد (الفرنسية)
- أنطونيو غارسيا روبليدو على موقع اللجنة الأولمبية الدولية (الإنجليزية)
- أنطونيو غارسيا روبليدو على موقع أوليمبيديا (الإنجليزية)